# تپه چقا (شهرستان ملایر)
تپه چقا مربوط به هزاره اول قبل از میلاد است و در شهرستان ملایر، بخش سامن، روستای چقایی واقع شده و این اثر در تاریخ ۱۰ دی ۱۳۸۱ با شمارهٔ ثبت ۷۰۳۳ به‌عنوان یکی از آثار ملی ایران به ثبت رسیده است.